# Макранський жолоб

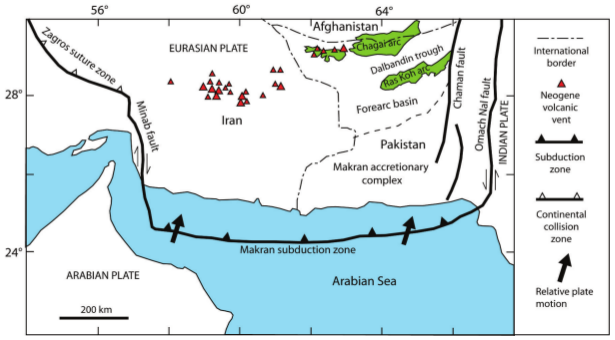
Макранська зона субдукції, Перська затока — Аравійське море

Макранський жолоб — фізико-географічна особливість зони субдукції вздовж північно-східного краю Оманської затоки, що прилягає до південно-західного узбережжя Белуджистану в Пакистані та південно-східного узбережжя Ірану. 
У цій зоні субдукції океанічна кора Аравійської плити занурюється під континентальну кору Євразійської плити.

## Тектоніка
У Макранському жолобі Аравійська плита занурюється під Євразійську зі швидкістю ~2-4  см/рік. 
Це субдукція пов'язана з акреційним клином відкладень, який розвинувся з кайнозою. 

На заході Макранський жолоб з’єднаний системою розломів Мінаб зі складчасто-насувовим поясом Загрос. 

На сході Макранський жолоб обмежений транспресійним зсувом Орнак-Нал і розломом Чаман, що з’єднуються з Гімалайським орогенезом. 
Макранську зону субдукції часто поділяють на два сегменти: східний і західний. 
Розлом Зонне розділяє їх. 

Хоча значною мірою набагато слабші, ніж у багатьох інших зонах субдукції, дослідження показують, що Макранський жолоб може викликати дуже сильні землетруси, навіть магнітудою 9 балів. 

## Газ і грязьові вулкани
Макранський акреційний комплекс характеризується низкою особливостей, пов'язаних із витоком води та метану. 
Грязьові вулкани знаходяться на суші в Ірані та Пакистані, а в морі існують холодні просочування. 
Вважається, що утворення острова (Залзала) після землетрусів у Белуджистані 2013 року стало результатом дії грязьового вулкана. 